# Giovanni Andrea Fioroni
Giovanni Andrea Fioroni (també Fiorini, Florono) (Pavia (Llombardia), 1716 - Milà 19 de desembre, 1778), va ser un compositor clàssic italià, mestre di capella i organista.
Fioroni va estudiar música durant quinze anys amb Leonardo Leo a Nàpols. Va compondre moltes òperes, oratoris i unes 300 obres vocals sagrades d'estil contrapuntístic, moltes d'elles per a grans cors.
Va ser nomenat per primera vegada com a mestre de cor a Como el 1747, passant a la catedral de Milà on va succeir a Giovanni Battista Sammartini com a organista i després com a professor. Molt considerat fins i tot per alguns dels seus principals contemporanis, entre els seus estudiants hi havia Alessandro Rolla, Quirino Gasparini i Tommaso Marchesi, entre d'altres. Va morir a Milà el 1778.

## Obres musicals
- Rèquiem amb Benedictus a 4 veus
- Rèquiem amb Benedictus a 8 veus
- Rèquiem en fa major per a 8 veus i secció de cordes
- In sole surgenti, (també conegut com Inno per un giorno di festa) per a 2 veus, (baix i fins a l'orgue
- La Didone abbandonata (1735)
- Angelus Domini, Motets per a 5 veus